# International Docking Adapter

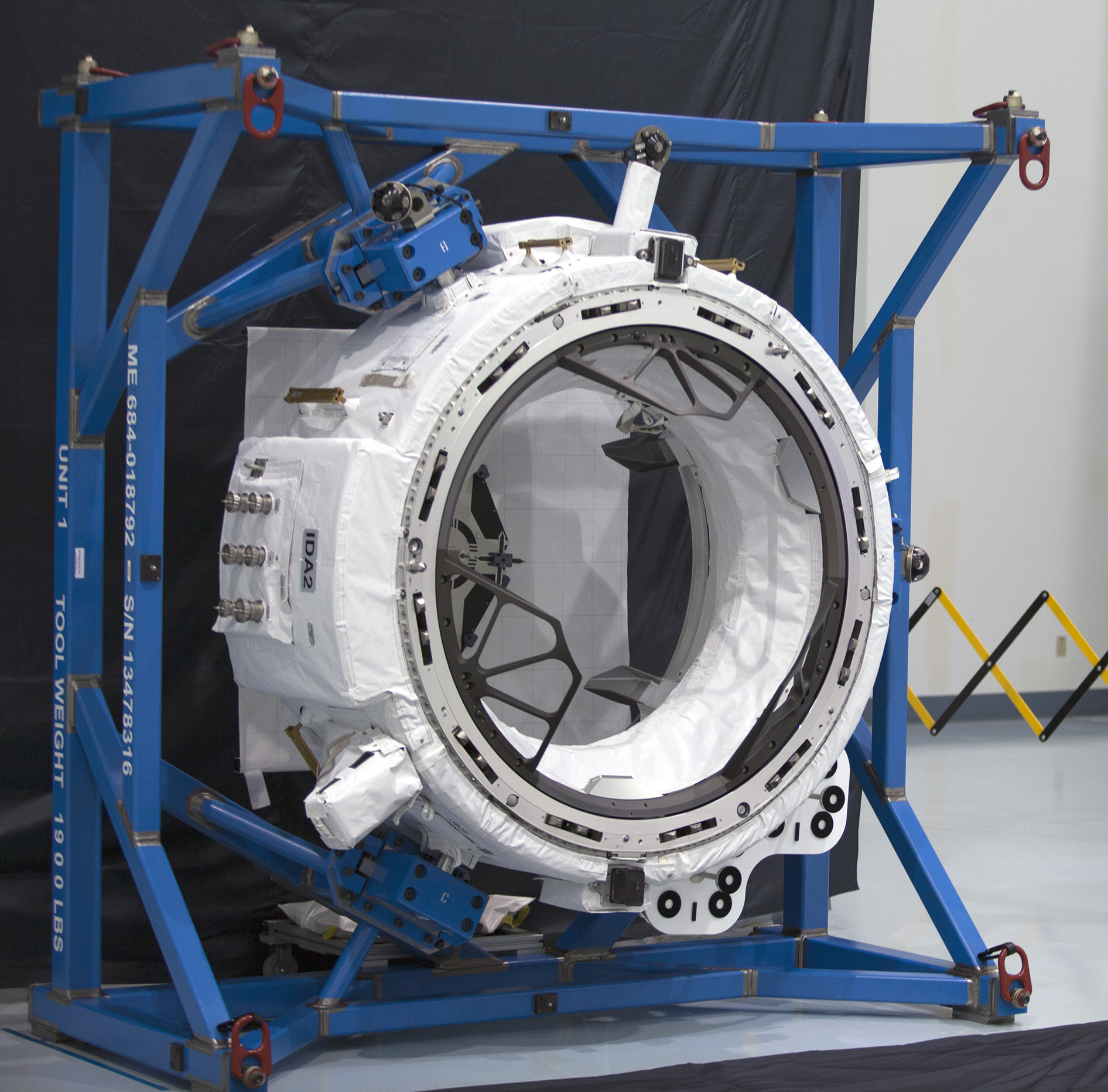
IDA-2

Der International Docking Adapter (IDA) ist ein Kopplungsadapter für die Internationale Raumstation (ISS). Er erweitert die Raumstation um neue Kopplungstutzen, die dem International Docking System Standard (IDSS) entsprechen. Je ein IDA wurde auf einem der beiden freien PMA-Kopplungspunkte (APAS-95-Standard) montiert, die sich am Harmony-Modul befinden.

## Geschichte

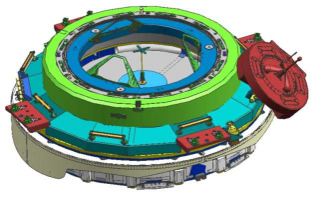
Rendering des geplanten Common Docking Adapter

Vor dem IDSS gab es mehrere verschiedene Vorschläge zur Standardisierung und für ISS-Docking-Adapter, die letztendlich aber nicht die Einsatzreife erreichten. Dazu zählen das LIDS-System (Low Impact Docking System), das im Jahr 2008 angekündigt wurde und das APAS-95-System für das Orion-Raumschiff erweitern sollte. 2009 wurde dann der Common Docking Adapter (CDA) angekündigt. Er war als Adapter zwischen dem Common Berthing Mechanism und dem NASA Docking System geplant.

## Technische Beschreibung

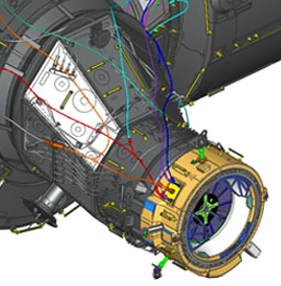
IDA an einem PMA

Der IDA verwendet auf der freien Seite das IDSS-kompatible NASA Docking System. Es ist ein androgynes Kopplungssystem, bei dem beide Seiten identisch sind. Eine Seite übernimmt dabei die aktive Rolle, während die andere sich passiv verhält. Der Kopplungsstutzen ermöglicht den Austausch von Besatzung, Ladung, Strom und Daten. Auf der Raumstationsseite befindet sich ein APAS-95-Anschluss mit dem der Adapter auf dem entsprechenden Gegenstück des Pressurized Mating Adapters (PMA) verbunden werden soll.
Der Adapter hat eine Masse von 526 kg bei einer Höhe von 1100 mm und einer Breite von 1600 mm. Mit den außen angebrachten Instrumenten, z. B. wie dem Lasersensor, beträgt der Außendurchmesser ca. 2400 mm.
Boeing ist der Hauptauftragnehmer für die IDA und die Adapter wurden im Houston Produkt Support Center zusammengebaut. Teile kamen von Zulieferern aus 25 US-Bundesstaaten, die Grundstruktur stammt von der russischen Firma RKK Energija. Erste Vorarbeiten an der ISS wurden Anfang 2015 vorgenommen. Die Raumschiffe Dragon 2 und CST-100 Starliner nutzen diese Adapter im Rahmen des kommerziellen Crew-Programs.

## Start und Verlust von IDA-1
Im Februar 2015 wurde berichtet, dass IDA-1 zum Kennedy Space Center transportiert worden war, und dass IDA-2 sich noch bei Boeing in Houston befand. Die Systeme von IDA-1 wurden etwa einen Monat in einer Halle am Cape Canaveral LC-40 getestet, bevor der Adapter für den Start in den Dragon CRS-7-Transporter geladen wurde.
IDA-1 ging während des Fehlstarts der CRS-7-Mission am 28. Juni 2015 verloren. Es war geplant, IDA-1 am PMA-2 auf Harmony zu befestigen. IDA-2 startete am 18. Juli 2016 mit der CRS-9 Mission und sollte ursprünglich am PMA-3 auf Harmony’s Zenit-Position befestigt werden. Nach dem Verlust von IDA-1, wurde IDA-2 nun am PMA-2 montiert.
Die IDA werden mit dem Dextre-Modul des Roboterarms dem Heckraum des Dragon-Raumschiffs entnommen und auf dem entsprechenden PMA angedockt. Astronauten müssen während eines Außenbordeinsatzes die verschiedenen Verbindungen zum PMA herstellen.

## IDA-2
Das IDA-2 wurde am 18. Juli 2016 mit einer Falcon 9 als Teilnutzlast der CRS-9-Mission gestartet und in den darauf folgenden Tagen zur ISS befördert. Es wurde mit dem Canadarm in Position gebracht und an den PMA-2 angedockt. Für die Verbindung der Kabel und Leitungen war ein Außenbordeinsatz notwendig, welcher am 19. August 2016 von Jeff Williams und Kathleen Rubins durchgeführt wurde. Am 3. März 2019 koppelte im Rahmen der Testmission SpX-DM1 erstmals ein Raumschiff – eine Crew Dragon – vollautomatisch an den IDA-2 an, die Abkoppelung erfolgte am 8. März 2019. Diese Manöver waren das erste automatische An- und Abdocken eines US-Raumfahrzeugs an der ISS und das erste Kopplungsmanöver eines Raumschiffs mit Andockstutzen des neuen International Docking System Standards (IDSS).

## IDA-3
IDA-3 wurde als Ersatz für den verloren gegangenen IDA-1 hauptsächlich aus Ersatzteilen gebaut, um die Fertigstellung zu beschleunigen. Er wurde mit der CRS-18-Mission im Juli 2019 zur ISS gebracht, wo er am 21. August 2019 in einem Außenbordeinsatz von Nick Hague und Andrew R. Morgan angeschlossen wurde. Am 7. Dezember 2020 dockte im Rahmen der Mission SpaceX CRS-21 mit einer Cargo Dragon 2 erstmals ein Raumschiff dort an.

## Galerie

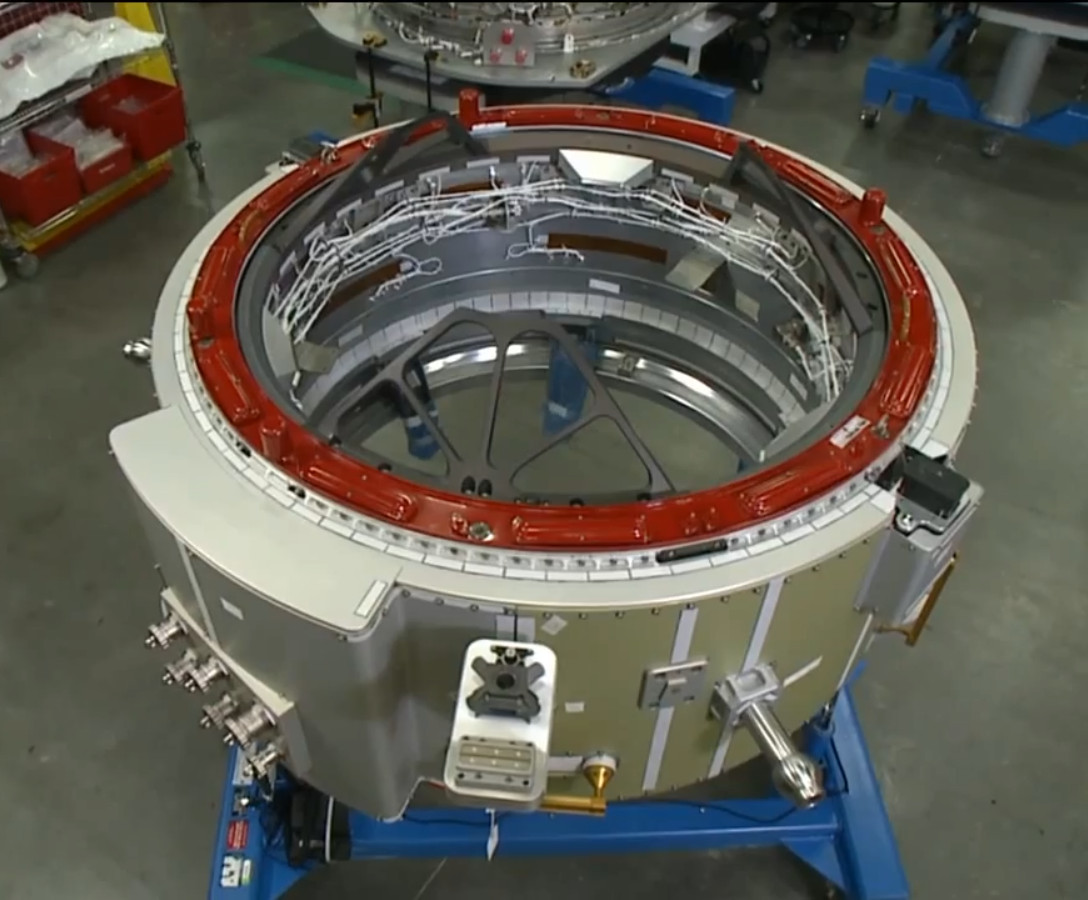
IDA-2 ohne Mikrometeoritenabdeckung
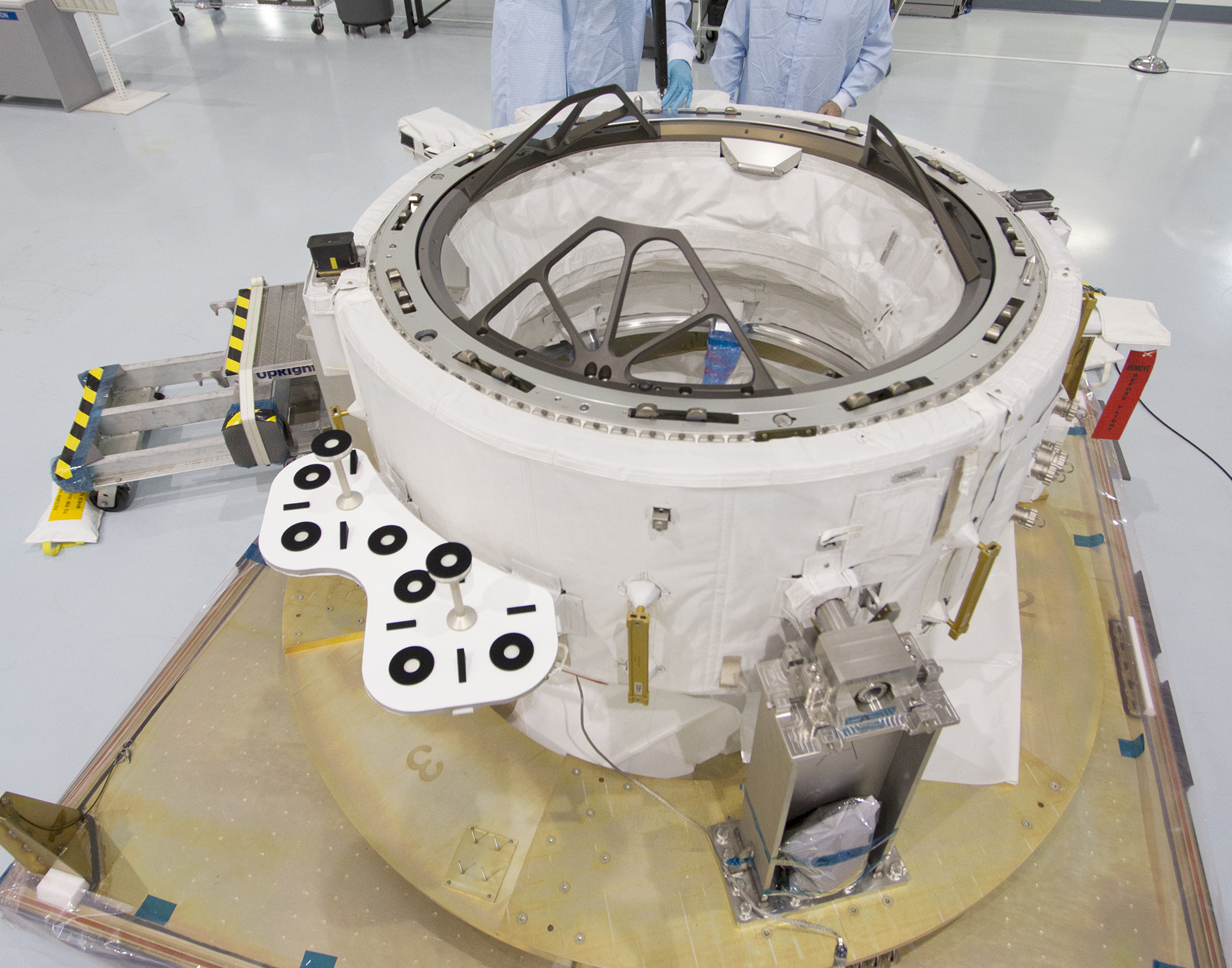
IDA-1 mit Mikrometeoritenabdeckung
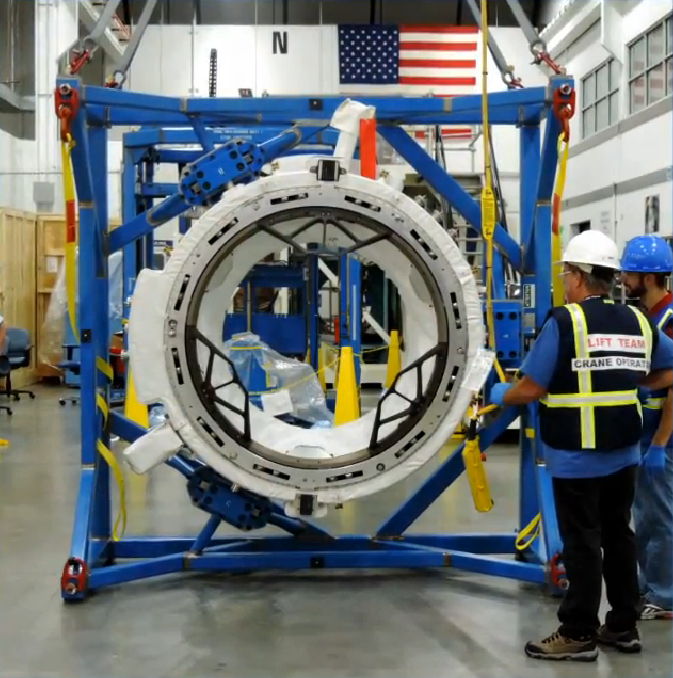
IDA-1 aufrecht
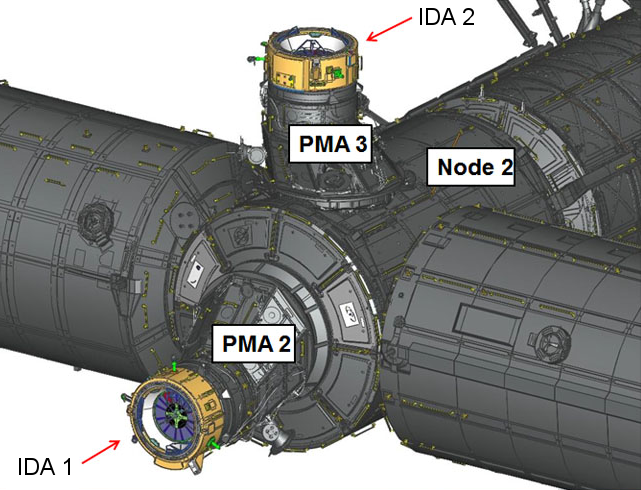
Ursprünglich geplante Standorte der IDAs
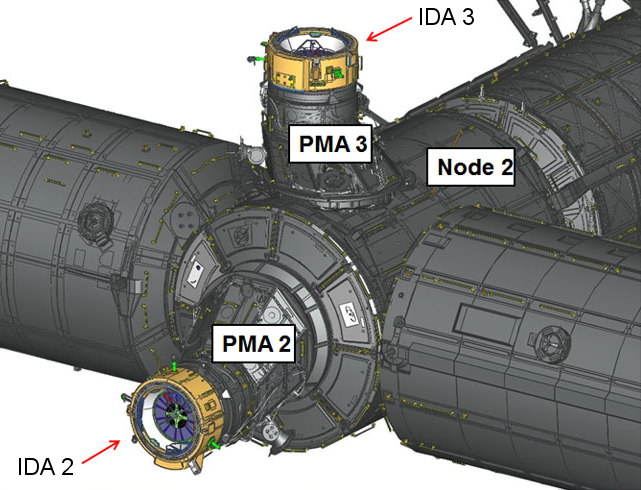
Aktuelle Standorte der IDAs